# Iniciativa de Eliminación de la Transmisión Maternoinfantil del VIH y de la Sífilis Congénita en América Latina y el Caribe
La  Iniciativa de Eliminación de la Transmisión Maternoinfantil del VIH y de la Sífilis Congénita en Latino América y el Caribe es la iniciativa regional que busca integrar los servicios de prevención y diagnóstico del VIH y la sífilis dentro del marco de los servicios de atención primaria de salud, prenatales, de salud sexual, salud reproductiva y salud familiar en Latinoamérica y el Caribe. Típicamente la prevención de la trasmisión maternoinfantil del VIH y la sífilis congénita se ha abordado de manera separada.
La iniciativa fue lanzada en el año 2009 por la Organización Panamericana de la Salud y UNICEF, en conjunto con socios de toda la región, y propone eliminar la transmisión maternoinfantil del VIH y de la sífilis congénita en las Américas para el año 2015.

## Objetivos y Metas
El objetivo principal de la iniciativa es eliminar la sífilis congénita y la transmisión maternoinfantil del VIH en Latinoamérica y el Caribe para el año 2015. Las estrategias y planes de acción relacionadas con la iniciativa se aplicaran en la región desde el año 2009 hasta el año 2015.
Para lograr este objetivo, la Iniciativa propone un enfoque integrado de las actividades de prevención haciendo énfasis en los servicios materno-infantiles, mejorar la cobertura prenatal, el diagnóstico y el tratamiento temprano de las mujeres embarazadas de la región. También reconoce la necesidad de reforzar en integrar los sistemas de atención primaria y mejorar los sistemas de información.
Las metas específicas fijadas para el año 2015 son las siguientes:
1. Reducción de la transmisión  maternoinfantil del VIH al 2%  o menos.
2. Reducción de la incidencia de al infección por VIH por trasmisión maternoinfatil  a 0,3 casos  o menos por 1,000 nacidos vivos.
3. Reducción de la incidencia de la sífilis congénita a 0.5 casos o menos, incluidos los mortinatos, por 1,000 nacidos vivos.

## Antecedentes
- 1995 : se presentó el Plan de Acción para la Eliminación de la Sífilis Congénita, durante la 116ª Reunión del Comité Ejecutivo de la OPS.[2]
- 2004 : se presentó el Plan Regional de VIH/ITS para el Sector Salud 2006-2015, durante la 46ª Reunión del Consejo Directivo.[3]
- 2005: la OPS publicó el marco de referencia para la Eliminación de la sífilis congénita en América Latina y el Caribe.[4]
- 2009 (diciembre) : documentos básicos de la Iniciativa Regional (Documento Conceptual)[5] y Guía Clínica[6] están disponibles en internet, mientras que una guía de seguimiento y evaluación está en fase de finalización;
- 2010 (marzo):  El Fondo Mundial de lucha contra el sida, la tuberculosis y la malaria lanzó un informe en el que estima que la eliminación de la transmisión maternoinfantil del VIH para 2015 es un reto alcanzable.[7]
- 2010 (abril): La Organización Mundial de la Salud lanzó un documento que solicita a la comunidad internacional establecer objetivos nuevos y más ambiciosos que promuevan el avance hacia la eliminación del VIH infantil para el 2015.[8]